# 세계일보
세계일보(世界日報)는 ㈜세계일보가 발행하는 대한민국의 신문이다. 1989년에 세계기독교통일신령협회유지재단에 의해 창간됐다. 소재지는 서울 용산구 서빙고로 17에 위치하고 있다.
일본의 세계일보와 미국의 워싱턴 타임스를 소유하고 있다. 
2020년 10월 15일에 지령 1만호를 돌파했다.

## 문구
- 사시 : 애천, 애인, 애국
- 사지 : 조국통일의 정론, 민족정기의 발양, 도의세계의 구현.

## 지면
- 주6일제 신문을 발행한다.
- 매주 일요일 신문 발행하지 않고[1], 온라인 서비스를 계속한다.

## 임원

### 역대 회장
- 초대 : 문선명 (1988 ~ 2012년[2])
- 2대 : 문국진 (2012 ~ 2014년)
- 3대 : 손대오 (2014 ~ 2015년)
- 4대 : 김민하 (2015 ~ 2017년)

### 역대 대표이사 사장
- 초대 : 곽정환 (1988 ~ 1991년)
- 2대 : 한상국 (1991년)
- 3대 : 박보희 (1991 ~ 1994년)
- 4대 : 이상헌 (1994 ~ 1995년)
- 5대 : 황환채 (1995 ~ 1997년)
- 6대 : 이상회 (1997 ~ 1999년)
- 7대 : 송병준 (1999 ~ 2001년)
- 8대 : 설용수 (2001 ~ 2003년)
- 9대 : 사광기 (2003 ~ 2006년)
- 10대 : 이동한 (2006 ~ 2008년)
- 11대 : 윤정로 (2008 ~ 2010년)
- 12대 : 유종관 (2010 ~ 2012년)
- 13대 : 김병수 (2012 ~ 2013년)
- 14대 : 조한규 (2013 ~ 2015년)
- 15대 : 차준영 (2015 ~ 2018년)
- 16대 : 정희택 (2018년 ~ 현재)

## 같이 보기
- 국제승공연합
- 워싱턴 타임스
  - 뉴스월드
- 세계일보 (일본)
- 언론 기관